# Maileshwar, Muddebihal
Maileshwar là một làng thuộc tehsil Muddebihal, huyện Bijapur, bang Karnataka, Ấn Độ.